# Псевдоморфоза
Псевдоморфоза (от греч. Ψευδο — ложный и греч. Μορφ — форма) — кристалл или минеральный агрегат, находимый в несвойственной данному минералу форме, которая повторяет форму другого минерала или биологического тела. Псевдоморфоза образуется в результате замещения одного минерала другим с сохранением внешних форм исходного минерального или иного материала (кристалла и т. д.) или при заполнении более поздними минералами пустот, образовавшихся при растворении относительно более ранних кристаллов.

## Наиболее распространенные псевдоморфозы
Распространены псевдоморфозы лимонита по пириту, каолиниту, по полевому шпату и др. Частным случаем минеральной псевдоморфозы является параморфоза — замещение без изменения химического состава, меняется только кристаллическая структура заместившего продукта (например, параморфоза кианита по андалузиту или параморфоза α-кварца по β-кварцу). Однако наиболее известными псевдоморфозами являются окаменелости, а также псевдоморфозы (в основном кальцита, а также пирита) по органическим остаткам — биоморфозы (зооморфозы и фитоморфозы). У биоморфоз основные черты, а в ряде случаев и тонкие детали строения скелета исходного организма сохраняются, благодаря чему возможно узнать внутреннее строение древних организмов.

## Фалунский феномен
Очень известной псевдоморфозой является так называемый «Фалунский феномен». В XVIII веке в Фалунских железных рудниках рудокопы нашли останки погибшего горняка, полностью заменённые пиритом. По свидетельству тогдашнего историка, эта находка хранилась в управлении шахты, а потом рассыпалась. В фильме «Жизнь после людей» этот случай становится доказательством того, что окаменелости, хранящиеся в музеях, не смогут уцелеть и разрушатся без присмотра.